# Comuna Novopol, Balta
Novopol (în ucraineană Новополь; în trecut, Uhojanî, în ucraineană Ухожани) este o comună în raionul Balta, regiunea Odesa, Ucraina, formată din satele Krîjovlîn, Novopol (reședința) și Volova.

## Demografie
Componența lingvistică a comunei Uhojanî
     Ucraineană (94,88%)
     Rusă (2,75%)
     Română (1,61%)
     Alte limbi (0,57%)
Conform recensământului din 2001, majoritatea populației comunei Novopol era vorbitoare de ucraineană (94,88%), existând în minoritate și vorbitori de rusă (2,75%) și română (1,61%).